# دیرک بکر
دیرک بکر (انگلیسی: Dirk Becker) یک سیاست‌مدار اهل آلمان است. او از اعضای حزب سوسیال دموکرات آلمان(SPD) می‌باشد.